# Secret Sphere
I Secret Sphere sono un gruppo musicale italiano di genere power/prog metal, formatosi nel 1997 nella provincia di Alessandria.

## Storia
Gli inizi (1997-2011)
Il chitarrista Aldo Lonobile formò i Secret Sphere nel luglio del 1997. Inizialmente, la band era influenzata dall'hard rock, dall'heavy metal e dalla musica classica. Dopo alcuni cambi di formazione nel dicembre del 1997, la band registrò il suo primo demo, Between Story and Legend, nel settembre del 1998. Lo stile del demo era saldamente ancorato al genere symphonic power metal, che si stava espandendo in Italia in quel periodo.
Il demo attirò l'attenzione dell'etichetta italiana progressive/power metal Elevate Records, che firmò un contratto per due album. Nel giugno del 1999, i Secret Sphere registrarono il loro primo album completo, Mistress of the Shadowlight. L'album proseguiva nella direzione stilistica mostrata in "Between Story and Legend", e includeva ri-registrazioni di alcuni brani di quel demo.
Nell'ottobre del 2001, la band tornò ai New Sin Studios (dove era stato registrato il primo album) per registrare il loro secondo album, A Time Never Come, pubblicato anch'esso dalla Elevate Records.
I Secret Sphere registrarono due CD promozionali nel 2002, mentre erano alla ricerca di un nuovo contratto discografico. Catturarono l'attenzione della major tedesca Nuclear Blast, che avrebbe poi pubblicato il terzo album della band, Scent of Human Desire, nel maggio del 2003. L'album rappresentò un cambio di rotta per la band, concentrandosi meno su temi fantasy e più su temi romantici e sessuali. Dopo l'uscita di "Scent of Human Desire", il batterista Luca Cartasegna lasciò la band, adducendo divergenze nei gusti musicali.
Il quarto album della band, Heart & Anger, uscì nel maggio 2005 per Nuclear Blast. Daniel Flores (della band 
Mind's Eye) fu chiamato come batterista turnista per le registrazioni. Dopo l'uscita dell'album, un sostituto a pieno titolo fu trovato in Federico Pennazzato. Nello stesso anno, la band aveva in programma di fare da spalla alla band progressive metal danese Royal Hunt, ma il tour fu cancellato due giorni prima della sua partenza. Un tour scandinavo del 2006, a supporto dei King Diamond, ebbe maggior successo per la band.
Nel 2008, i Secret Sphere pubblicarono il loro quinto album, Sweet Blood Theory, con Avalon in Giappone e con l'etichetta tedesca Dockyard 1 Records in Europa. L'album era basato sul racconto The Vampyre, scritto da John William Polidori, e sulle atmosfere dell'opera cinematografica di Tim Burton. I membri storici Antonio Agate (tastiere) e Paolo "Paco" Gianotti (chitarra) lasciarono la band dopo l'uscita dell'album; Entrambi erano con la band fin dalla registrazione del loro demo, avvenuta un decennio prima.
La Dockyard 1 Records chiuse i battenti nel 2009, ma la band fu acquisita dall'etichetta heavy metal italiana Scarlet Records in tempo per il loro sesto album, Archetype, pubblicato nel settembre 2010. Questa fu la prima registrazione con il nuovo tastierista Gabriele Ciaccia e il nuovo chitarrista Marco Pastorino.
Cambio di voce, Portrait of a Dying Heart, ri-registrazione di A Time Never Come, The Nature of Time (2012-2020)
Nel 2012, la band iniziò a registrare il suo settimo album. Tuttavia, a metà delle registrazioni, il cantante e membro fondatore Roberto Ramon Messina lasciò la band a causa di divergenze di direzione musicale. Michele Luppi, ex cantante della band progressive power metal italiana Vision Divine, fu reclutato come sostituto di Roberto e l'album, intitolato Portrait of a Dying Heart, fu pubblicato nel novembre dello stesso anno su Scarlet Records. Il batterista Federico Pennazzato se ne andò poco dopo; Marco Lazzarini fu scelto come suo sostituto.
I Secret Sphere tornarono in studio nel 2015 per ri-registrare il loro secondo album, A Time Never Come, in commemorazione del quindicesimo anniversario della sua uscita. A Time Never Come – edizione 2015 fu pubblicato da Scarlet Records nell'aprile 2015.
La band firmò un contratto multi-album con Frontiers Records nell'aprile 2016. Più tardi nello stesso anno, Frontiers pubblicò la prima registrazione live ufficiale della band, One Night in Tokyo, in un cofanetto con doppio CD e DVD. Dopo l'uscita di "One Night in Tokyo", il chitarrista Marco Pastorino ha lasciato la band. L'ottavo album della band, The Nature of Time, è uscito nel giugno 2017, con Lonobile come unico chitarrista.
Messina ritorna, Lifeblood e Blackened Heartbeat (2020–)
Il cantante Michele Luppi se ne è andato nel 2020 per intraprendere la carriera solista. I restanti membri della band hanno continuato a registrare un nuovo album, Lifeblood, uscito a marzo 2021 tramite Frontiers Records. Le parti vocali di Lifeblood sono state affidate a Roberto Ramon Messina, tornato nella band dopo otto anni di assenza, riunendo tre membri (Messina, Lonobile e Buratto) che avevano suonato nei primi album della band. Lifeblood è stato ampiamente elogiato dalla critica, che ha notato la capacità della band di combinare il classico sound power metal dei primi anni con le inclinazioni melodic rock della produzione successiva.
Le sessioni di registrazione per un nuovo album sono iniziate a luglio 2022. Il loro decimo album, Blackened Heartbeat, è uscito a novembre 2023.

## Discografia
Album in studio
- 1999 - Mistress of Shadowlight[2]
- 2001 - A Time Never Come
- 2003 - Scent of Human Desire
- 2004 - Heart and Anger
- 2008 - Sweet Blood Theory
- 2010 - Archetype
- 2012 - Portrait of a Dying Heart
- 2017 - The Nature of Time
- 2021 - Lifeblood
- 2023 - Blackened Heartbeat

Demo
- 1998 - Between Story and Legend

Album dal vivo
- 2016 - One Night in Tokyo

Partecipazioni
- 2000 - The Keepers of Jericho (Tributo agli Helloween)

## Formazione

### Formazione attuale
- Roberto Ramon Messina - voce
- Aldo Lonobile - chitarra
- Gabriele Ciaccia - tastiere
- Andrea Buratto - basso
- Marco Lazzarini - batteria

### Ex componenti
- Michele Luppi - voce
- Marco Pastorino - chitarra e cori
- Gianmaria Saddi - chitarra
- Paco Gianotti - chitarra
- Antonio Agate - tastiere
- Daniel Flores - batteria
- Cristiano Scagliotti - batteria
- Luca Cartasegna - batteria
- Federico Pennazzato - batteria